# Drosophilidae
I drosofilidi (Drosophilidae Rondani, 1856, sono una grande famiglia cosmopolita di insetti dell'ordine dei ditteri (Brachycera: Cyclorrhapha: Acalyptratae). Insieme agli Ephydridae costituiscono il gruppo più rappresentativo della superfamiglia Ephydroidea, in passato denominata anche Drosophiloidea.
Per estensione, i drosofilidi si identificano inevitabilmente con la specie Drosophila melanogaster, meglio conosciuta come moscerino della frutta o moscerino dell'aceto, uno degli organismi viventi maggiormente studiati in campo biologico e, soprattutto, genetico. Il genere Drosophila rientra fra i ditteri più familiari perché il regime dietetico degli adulti e delle larve lo porta ad essere un insetto associato agli ambienti antropizzati, comprese le abitazioni. La denominazione comune moscerino fa infatti riferimento, oltre che ad una vasta gamma di ditteri nematoceri, proprio alle drosofile, per quanto spesso si confondano con essi altri acaliptrati dalla morfologia simile. D'altra parte, gli stessi entomologi usano spesso la morfologia delle drosofile come modello di riferimento nell'introduzione alla descrizione di acaliptrati meno familiari apparentemente simili ai drosofilidi.

## Descrizione

### Adulto

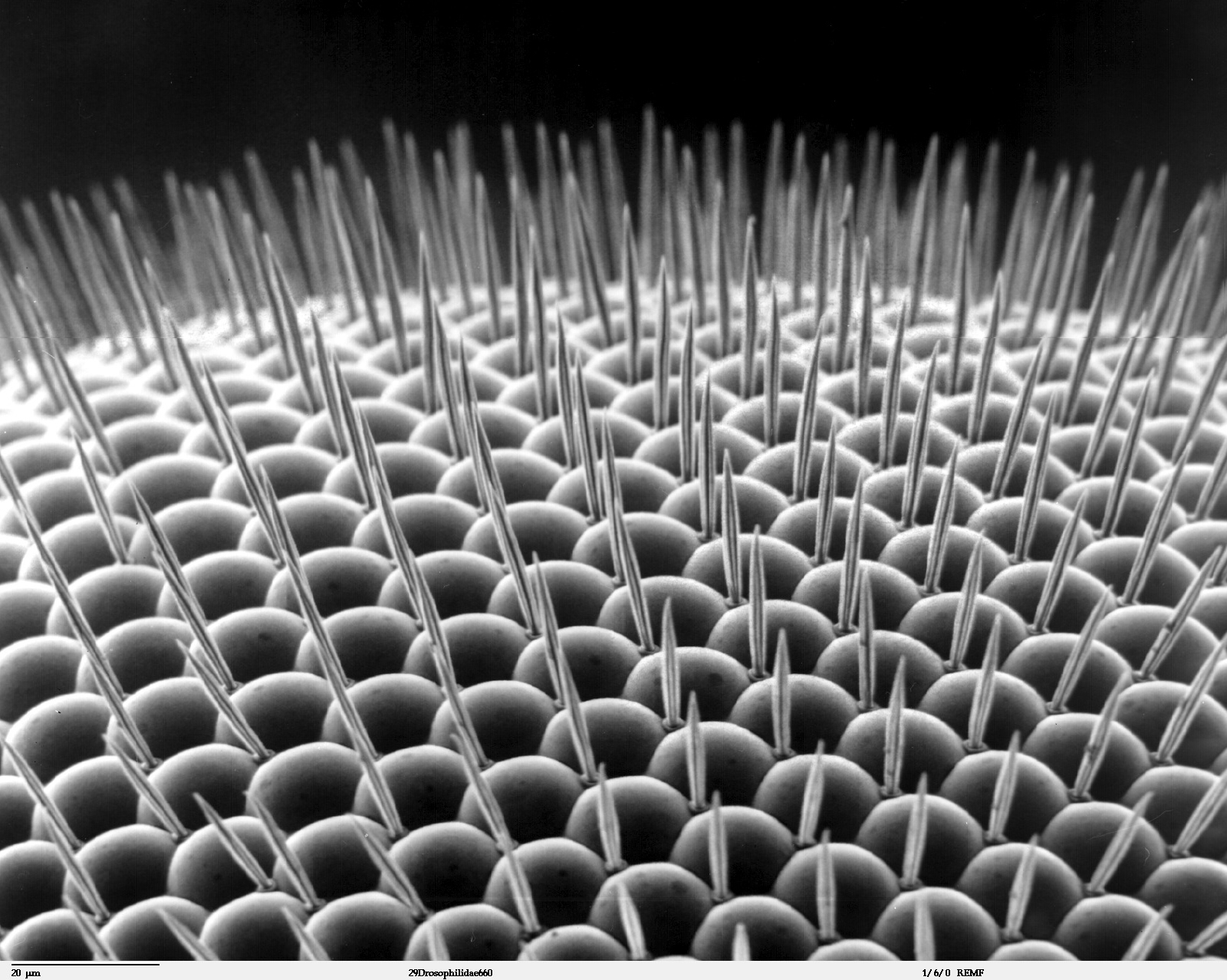
Dettaglio dell'occhio di una Drosophilidae al microscopio

Gli adulti sono moscerini di piccole dimensioni, in genere con corpo lungo 2-4 mm, raramente fino a 6–7 mm. La livrea ha colori variabili dal giallo al bruno al nero, spesso con pigmentazioni zonali sul torace e sull'addome in forma di strisce, bande o macchie. Il tegumento è lucido oppure ha un aspetto pruinoso. Gli occhi sono in genere rossi e brillanti, le ali completamente ialine o con aree scure o, più raramente, uniformemente scure. In alcune specie si riscontra il dimorfismo sessuale, con varie manifestazioni.
Il capo è globoso, con occhi ben distanziati e pubescenti, raramente glabri. Sono presenti tre setole orbitali, in genere con l'anteriore proclinata e le due posteriori reclinate; la loro posizione varia, ma l'anteriore è spesso inserita più internamente rispetto alle altre due. La regione postfrontale presenta due setole ocellari di vario sviluppo, proclinate, due paia di setole verticali (interne ed esterne) ben sviluppate, un paio di setole postocellari convergenti e di vario sviluppo, solo raramente assenti. La chetotassi è inoltre caratterizzata dalla presenza di microtrichi più o meno densi nell'area frontale e nel triangolo ocellare, una serie di brevi setole postoculari e una di setole genuali. Presenti, infine, le vibrisse e più setole sottovibrissali. Le antenne sono brevi, di tipo aristato, con primo flagellomero leggermente allungato e arista dorsale, generalmente piumosa.
Il torace è moderatamente convesso, con scuto rivestito da una rada pubescenza e scutello glabro. Chetotassi dorsale composta da due paia di setole dorsocentrali (raramente un paio o più di due paia), peli acrosticali allineati file di numero pari (2-8) oppure irregolarmente distribuiti, due paia di setole scutellari. Al margine dello scuto, su ogni lato, sono presenti una o due setole omerali, due notopleurali, due sopralari, di cui una presuturale, in genere poco sviluppata, e una postsuturale, una postalare. Le pleure sono glabre con 1-3 setole sull'episterno ventrale e, talvolta, sulla propleura. Le zampe sono moderatamente lunghe e sottili, rivestite da una rada pubescenza con setole preapicali sulla faccia dorsale delle tibie.

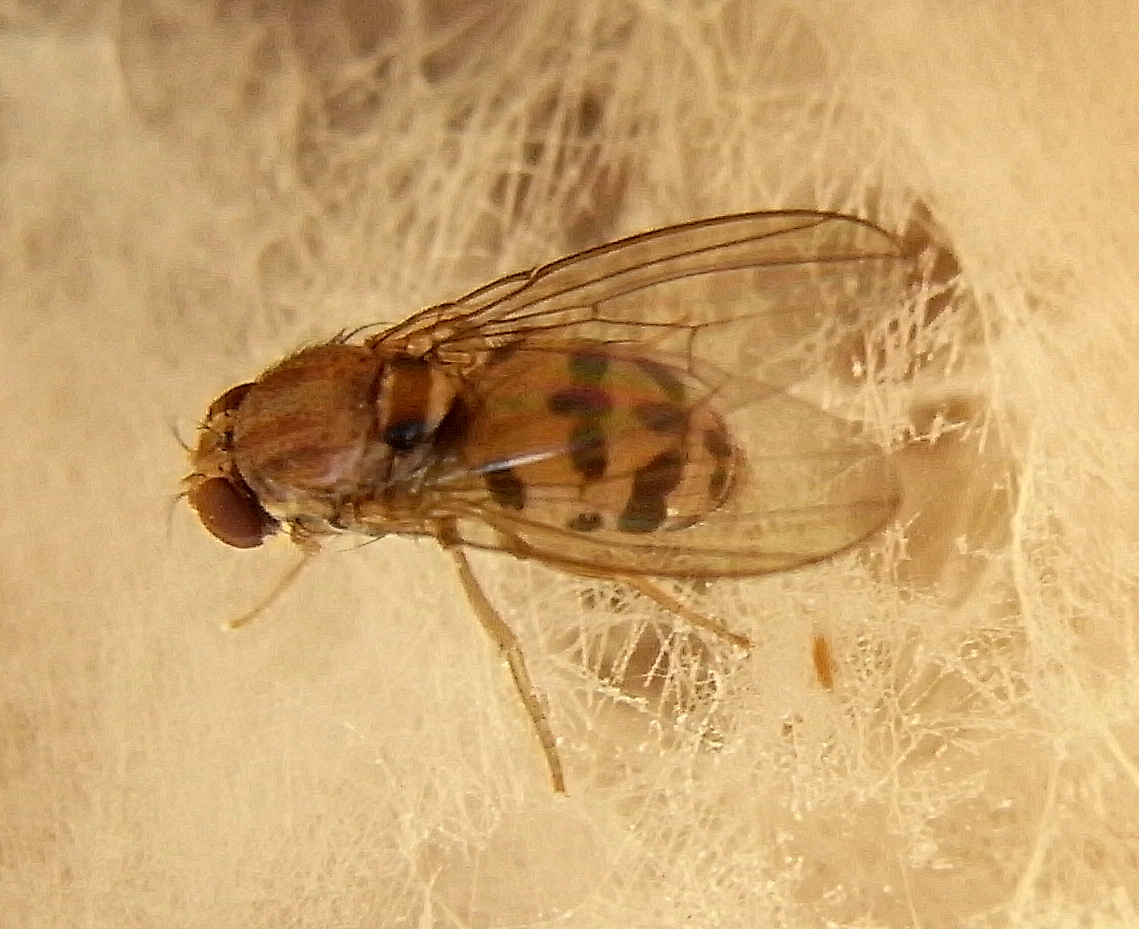
Leucophenga maculata

Le ali sono relativamente larghe, con lobo anale e alula moderatamente sviluppati. La costa si estende fino alla terminazione della media e presenta le due fratture (omerale e subcostale) alle quali può aggiungersi una terza prima della confluenza dell'omerale (costagiale). La subcosta è ridotta ad un tratto prossimale oppure si fonde distalmente con il ramo anteriore della radio. La radio si divide in tre rami: R1 è breve, robusta e ricurva e termina entro la metà basale del margine costale; R4+5 è lunga, leggermente convessa sul lato anteriore e termina sull'apice dell'ala. Il ramo R2+3 può avere varie conformazioni e terminare sul margine costale dalla sua metà in poi. In alcuni generi ha la conformazione tipica di molti Acaliptrati, presentandosi lunga, leggermente convessa verso il margine costale nel tratto intermedio e poi leggermente concava nel tratto terminale, confluendo nel terzo distale del margine costale. In varie specie appartenenti a diversi generi può invece formare una netta curvatura in avanti e terminare in posizione più prossimale, generalmente nella metà distale del margine. Singolare è la presenza, in alcune specie dei generi Jeannelopsis e Scaptomyza, di una serie di brevi vene trasversali che collegano la costa alla vena R2+3. La media è indivisa e confluisce poco dopo l'apice sul margine posteriore. In alcuni generi (Stegana, Leucophenga) è più o meno convergente con R4+5 verso l'apice fino a confluire nettamente sull'apice con il ramo posteriore della radio (Pseudostegana). La cubito è suddivisa in due rami CuA1 e CuA2, il primo lungo e confluente sul margine posteriore dell'ala, il secondo breve e trasversale, confluente sull'anale. Vena A1+CuA2 relativamente breve e incompleta. Le nervature trasversali radio-mediale (r-m) e medio-cubitale discale (dm-cu) sempre presenti, con l'ultima posizionata in prossimità del margine, lunga quanto il tratto terminale di CuA1. La vena medio-cubitale basale è invece presente solo in pochi generi (Apenthecia, Cacoxenus, Soederbomia, Stegana, Amiota), di conseguenza la cellula discale è generalmente fusa con la seconda basale. La cellula cup è presente ma di limitato sviluppo.
| Drosophila funebris | Stegana coleoptrata |
| Comparazione fra due tipologie di nervature ricorrenti fra i drosofilidi. A sinistra (D. funebris), tipo con cellula discale fusa con la seconda basale, subcosta incompleta, media divergente da R4+5. A destra, tipo con cellula discale e seconda basale separate dalla medio-cubitale, subcosta completa ma fusa all'apice con il ramo anteriore della radio, media e R4+5 convergenti all'apice dell'ala. Altri caratteri differenziali ricorrenti fra i drosofilidi sono citati nel testo. Fratture costali: cb: costagiale; hb: omerale; sb: subcostale. Nervature longitudinali: C: costa; Sc: subcosta; R: radio; M: media; Cu: cubito; A: anale. Nervature trasversali: h: omerale; r-m: radio-mediale; bm-cu: medio-cubitale basale; dm-cu: medio-cubitale discale. Cellule: br: 1ª basale; bm: 2ª basale; dm: discale; cup: cellula cup. |                     |

Nel complesso, la conformazione della nervatura è alquanto eterogenea e presenta in generale convergenze trasversali fra i vari generi, perciò per la maggior parte dei caratteri non si può definire un modello veramente rappresentativo per singoli generi o gruppi di essi. Ad esempio, la vena R2+3 si presenta solo leggermente convessa in Drosophila funebris, mentre in Drosophila reticulata ha una netta conformazione a S. La marcata curvatura verso il margine costale si riscontra anche in varie specie appartenenti ad altri generi (Tambourella, Scaptomyza, Hypselothyrea, Dettopsomyia, ecc.). Analogamente, la presenza delle vene trasversa tra la costa e R2+3 nel genere Scaptomyza ricorre solo in Scaptomyza albovittata, mentre lo stesso carattere è condiviso in tutte e tre le specie del genere Jeannelopsis.
L'addome è composto da sei uriti apparenti nel maschio e sette nella femmina. Gli uriti terminali del maschio sono simmetrici.

### Stadi giovanili

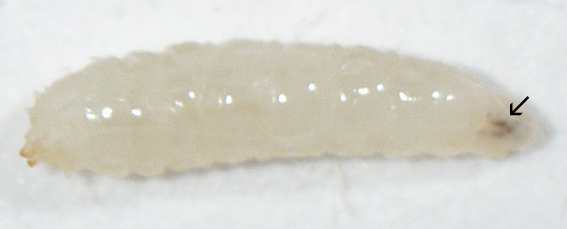
Larva di Drosophila.

La larva è apoda e acefala, di forma cilindrica, affusolata anteriormente e tronca o più o meno arrotondata posteriormente, ma con ultimo urite sottile e più o meno allungato. È provvista di denti o aree ambulacrali ventrali nei segmenti addominali. Il tegumento è di colore bianco, spesso pigmentato di bruno o nero in corrispondenza degli uncini e dei processi respiratori caudali. Lo sviluppo passa attraverso tre stadi di larva; quelle di prima età sono metapneuste, le altre anfipneuste, con stigmi ubicati nel primo segmento toracico e nell'ultimo addominale. Gli stigmi toracici sono provvisti di un ciuffo di filamenti retrattili, quelli posteriori sono di forma bastoncellare, strettamente ravvicinati e portati all'apice dell'ultimo segmento.
Il pupario è lungo 2–5 mm, di colore variabile dal rosso pallido al bruno o al nero. Ha un profilo ellittico alla vista dorsale, leggermente convesso alla vista laterale, a volte con il lato ventrale appiattito, con stigmi prominenti, in particolare quelli anteriori, spesso portati da processi più o meno lunghi. La faccia dorsale mostra una segmentazione dovuta alla presenza di file trasversali di denti.

## Biologia

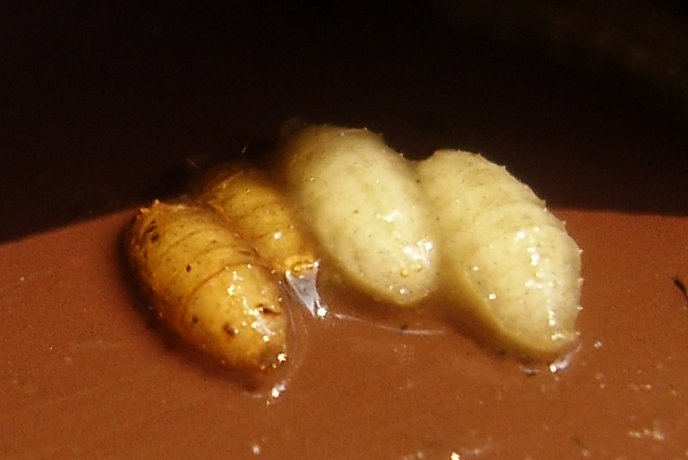
Pupari di Drosophila.

Il comportamento trofico delle larve varia secondo i generi e le specie, tuttavia la maggior parte dei drosofilidi è associata a substrati organici, per lo più di origine vegetale, marcescenti o in fermentazione e si ritiene che si nutrano di microrganismi, come lieviti, funghi e batteri. Le larve dei drosofilidi si rinvengono spesso nella frutta marcia, nei corpi fruttiferi deteriorati dei funghi, negli organi vegetali carnosi marcescenti oppure, nel caso di alcune specie, nei fiori e nei fluidi emessi dalle ferite degli alberi. Gli adulti si rinvengono facilmente in prossimità di resti vegetali in stato di decomposizione e sono particolarmente attratti dai processi fermentativi per mezzo di stimolazioni di natura chimica. In particolare è stato riscontrato che gli adulti di Drosophila sono attratti dall'acido acetico prodotto dai processi microbici di fermentazione della frutta. Non a caso le drosofile sono comunemente chiamate "moscerini della frutta" oppure "moscerini dell'aceto" in quanto attratte dai processi fermentativi attuati dai lieviti nella frutta in decomposizione e nel mosto d'uva.
L'associazione tra dittero e microrganismi, con particolare riferimento ai lieviti, avrebbe un ruolo significativo nel condizionare l'ovideposizione e lo sviluppo larvale. In particolare, è stato riscontrato che differenti combinazioni di lieviti e substrati fermentativi hanno riflessi sulla dimensione dell'ala nell'adulto in tre specie di Drosophila.

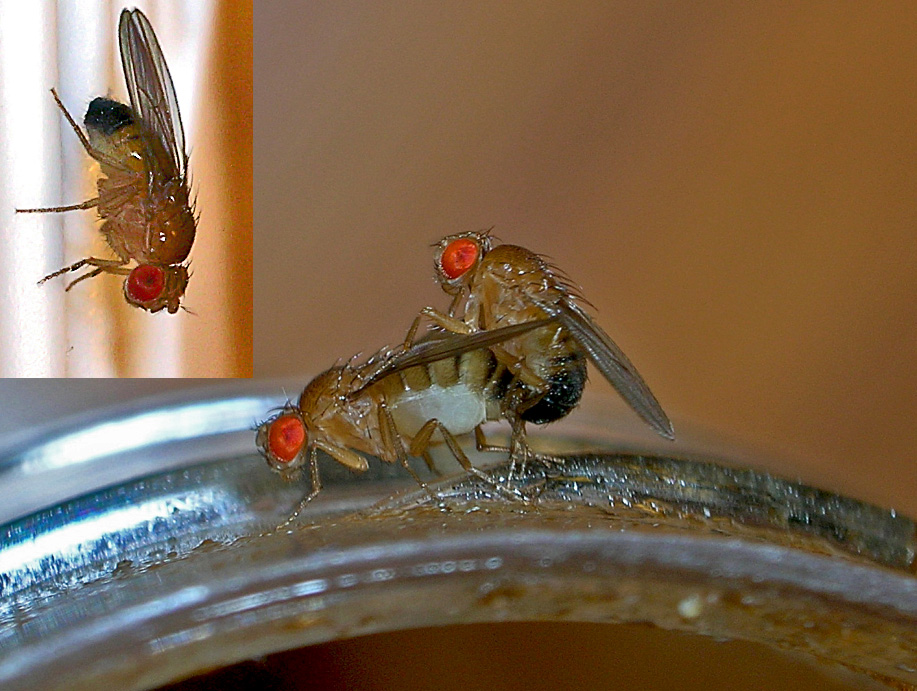
Adulti di Drosophila melanogaster in accoppiamento.

A fronte della microfagia ampiamente ricorrente nella famiglia, fra i drosofilidi si riscontrano anche casi di fitofagia e di zoofagia. Nei generi Scaptomyza e Lordiphosa sono infatti comprese specie le cui larve sono fillominatrici. Le larve di altri generi, invece, si comportano come parassitoidi ectofagi o come predatrici di altri insetti, per lo più Rincoti Omotteri. I drosofilidi predatori di maggiore importanza rientrano nel genere Acletoxenus, le cui larve sono associate agli Aleurodidi. Altri drosofilidi entomofagi sono compresi nei generi Gitona e Cacoxenus.
L'habitat, strettamente associato al regime alimentare delle larve, è rappresentato da un'ampia gamma, che va dagli ambienti antropizzati ai pascoli alpini, alle foreste.
Lo studio dell'etologia di alcune specie di Drosophila ha messo in evidenza che nel corteggiamento entrano in gioco stimoli sensoriali, da parte sia del maschio sia della femmina, che si manifestano con la produzione di suoni, l'emissione di feromoni e l'esecuzione di particolari movimenti nel volo.

## Importanza
L'importanza dei drosofilidi come organismi dannosi è marginale se si considera che questi insetti si sviluppano per lo più in alimenti vegetali già interessati da altri processi di alterazione in atto; nonostante ciò possono rivelarsi fastidiosi perché tendono a proliferare nei contenitori dei rifiuti organici e mostrarsi invadenti in ambienti domestici o altri luoghi frequentati dall'uomo dove sono in corso fermentazioni.
Più importante è invece il contributo offerto da alcune specie del genere Drosophila, impiegati come organismi modello negli studi di citologia, genetica, fisiologia ed etologia. La specie Drosophila melanogaster, in particolare, è uno degli organismi viventi meglio conosciuti nel campo della biologia e delle biotecnologie.

## Sistematica e filogenesi

### Sistematica dei drosofilidi

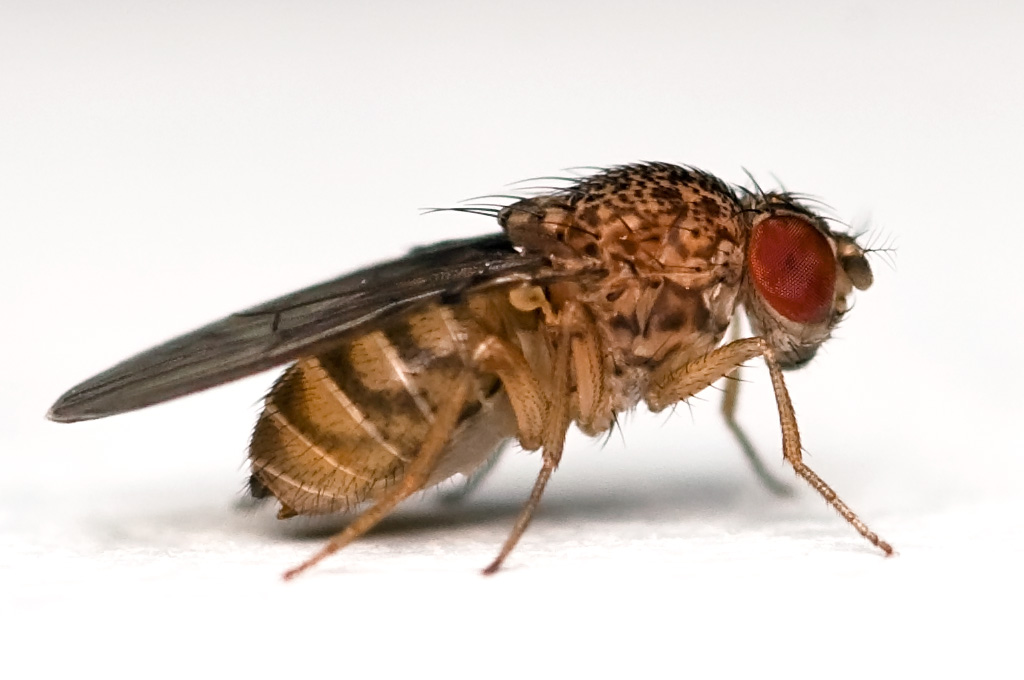
Drosophila repleta

La notevole mole di documentazione prodotta da oltre un secolo di studi sulle Drosophila fanno sì che alcune specie di questo genere rientrino fra gli organismi viventi meglio conosciuti. Le conoscenze relative alla filogenesi e alla tassonomia sono invece ancora in uno stato di provvisorietà. Basti pensare che negli anni ottanta si conoscevano 2500-3000 specie, numero che è aumentato a 3500 negli anni novanta e che attualmente supera i 4000.
Particolarmente intenso è stato il lavoro di riclassificazione negli ultimi decenni: la letteratura sui drosofilidi ha infatti prodotto nel tempo un nutrito elenco di specie e generi, con oltre 6000 nomi, di cui molti sono stati sinonimizzati, ridefiniti o annullati perché non validi. Particolarmente elevato è il numero complessivo di nomi non validi (nomina nuda, nomina dubia, errori di trascrizione), di sinonimi e di omonimi. Un aspetto singolare è l'elevato numero di nomi associato al genere Drosophila: fino alla fine degli anni novanta, a questo genere si attribuiva oltre la metà delle specie dei drosofilidi, ripartite fra più di dieci sottogeneri. Il BioSystematic Database of World Diptera (BDWD) riporta 2666 nomi per il genere Drosophila, da cui vanno estrapolati quelli validi. Attualmente la consistenza del genere Drosophila è stata drasticamente ridimensionata, a seguito dell'elevazione di alcuni gruppi al rango di genere e allo spostamento di numerose specie in altri generi o, addirittura, in altre famiglie. Molti aggiornamenti sono stati prodotti solo di recente, fra il 2007 e il 2010, rendendo ancora più confusa la registrazione e l'inquadramento sistematico delle specie o l'estrapolazione di dati aggregati precisi. Questi ultimi hanno perciò un mero valore orientativo.

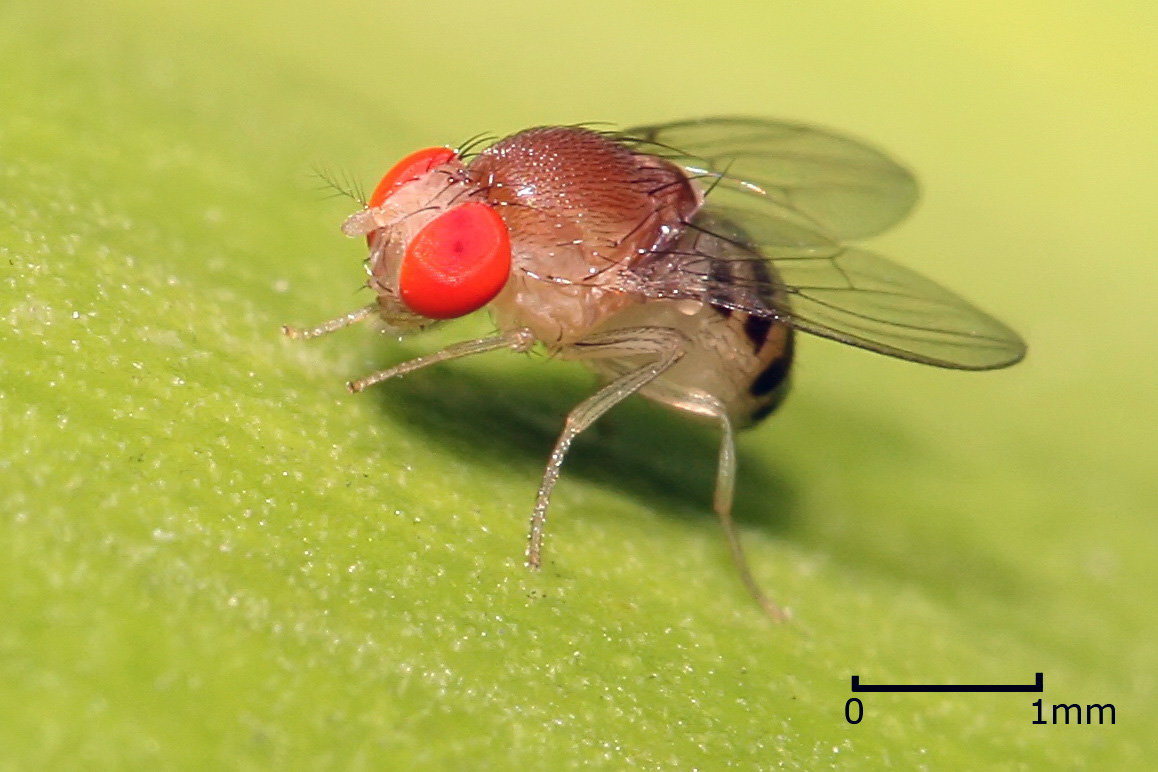
Drosophila melanogaster

Le banche dati di livello mondiale di riferimento in materia di drosofilidi sono due, il BDWD, curato da Thompson et al., e il TaxoDros, curato da Bächli. Mettendo a confronto i due database, si rilevano marcate incongruenze per quanto riguarda il numero di specie, la loro collocazione sistematica a livello di genere, l'inquadramento sistematico di alcuni generi o sottogeneri. Va tuttavia precisato che mentre il TaxoDros è soggetto ad un continuo e frequente aggiornamento, il BDWD si presenta ormai obsoleto nell'ambito dei drosofilidi, in quanto mancano riferimenti alle specie classificate o riclassificate dopo il 2008. Va inoltre specificato che il TaxoDros è strutturato per fare riferimento allo sviluppo dell'albero filogenetico interno, fornendo perciò maggiori informazioni in merito al raggruppamento delle specie in taxa e clade di vario rango.
Storicamente la famiglia dei Drosofilidae si suddivide in due sottofamiglie, Drosophilinae e Steganinae, a loro volta ripartite in tribù e, alcune di queste, in gruppi di generi di rango inferiore (sottotribù e infratribù). Secondo i più recenti inquadramenti, il numero di generi viventi è di 74, a cui si aggiungono tre generi estinti. Facendo riferimento al TaxoDros, la collocazione sistematica di alcuni generi è incerta e trovano perciò posizione come incertae sedis nell'ambito della famiglia o di taxa di rango inferiore. Quasi tutti i generi, comunque, sono compresi in una delle due sottofamiglie, con l'eccezione di Apacrochaeta, Carinophortica e Sphyrnoceps. Il numero complessivo di specie, comprendendo anche i fossili, si attesterebbe attualmente intorno alle 4100 unità, escludendo i sinonimi, i nomina dubia e i nomina nuda. Questo numero va in ogni modo interpretato come valore orientativo in quanto soggetto ad un continuo aggiornamento e facente riferimento alle collezioni mondiali e ad una complessa bibliografia prodotta dalla seconda metà del XVIII secolo al 2010.

### Suddivisione sistematica
La suddivisione in taxa di rango superiore a quello di generi è la seguente:
- Sottofamiglia Drosophilinae. Comprende più di tre quarti della famiglia e si suddivide in due tribù, oltre a tre generi incertae sedis:
  - Tribù Drosophilini. Si suddivide in due sottotribù:
    - Sottotribù Colocasiomyiina. Comprende 5 generi (35 specie).
    - Sottotribù Drosophilina. Si suddivide in due infratribù:
      - Infratribù Drosophiliti. È il gruppo più ricco di specie, circa 3080, ripartite fra 34 generi.
      - Infratribù Laccodrosophiliti. Comprende due soli generi (10 specie).

  - Tribù Cladochaetini. Comprende due soli generi (circa 160 specie).
- Sottofamiglia Steganinae. Comprende meno di un quarto della famiglia e si suddivide in due tribù e quattro sottotribù, oltre a 5 generi incertae sedis:
  - Tribù Gitonini. Si suddivide in due sottotribù, da cui sono escluse circa 50 specie appartenenti a quattro generi incertae sedis:
    - Sottotribù Gitonina. È il gruppo più consistente fra tutti gli Steganinae, comprendendo circa 350 specie distribuite fra 10 generi.
    - Sottotribù Acletoxenina. Comprende 6 generi con un numero complessivo di circa 40 specie.

  - Tribù Steganini. È il gruppo con il minor grado di biodiversità, sia per numero di specie sia per il numero di generi. In realtà, il 96% delle specie appartiene ai generi Leucophenga e Stegana. Si suddivide nelle seguenti due sottotribù:
    - Sottotribù Leucophengina. Comprende due soli generi con circa 210 specie.
    - Sottotribù Steganina. Comprende due soli generi con circa 160 specie.

Dalle due sottofamiglie restano esclusi, come Drosophilidae incertae sedis, tre generi: Apacrochaeta e Sphyrnoceps, ciascuno con una sola specie, e Carinophortica, privo di specie. Grimaldi (1990) considera riporta Apacrochaeta come incertae sedis, mentre include Sphyrnoceps fra i Drosophilinae. Per quanto concerne Carinophortica, essendo privo di specie dovrebbe essere invalidato come nomen nudum, ma questa operazione non è formalizzata, perciò resta citato in letteratura come nome valido. Il nome Carinophortica è menzionato in una sola occorrenza in una pubblicazione di Duda (1923) che cataloga i drosofilidi della regione orientale e di quella australasiana della collezione del Museo Nazionale Ungherese di Budapest: a pagina 36, Duda indica i caratteri differenziali fra il genere Phorticella e i generi Phortica, Zaprionus e Carinophortica. Quest'ultimo è menzionato come nuovo genere, tuttavia non fa alcun riferimento al suo olotipo.

### Generi e sottogeneri
In letteratura sono stati prodotti circa 240 nomi che fanno riferimento a generi o sottogeneri dei drosofilidi. In realtà, circa la metà di questi vanno considerati come sinonimi oppure come nomi non validi, in quanto i nomi validi dei generi e dei sottogeneri si riducono a circa 120. Sulla base dei dati riportati nel TaxoDros, attualmente sono riconosciuti 78 generi di drosofilidi, di cui tre estinti e un quarto da considerare come nomen nudum. Le specie viventi si distribuiscono pertanto fra 74 generi. Il quadro complessivo si riassume come segue:
- Sottotribù Colocasiomyina (Drosophilinae: Drosophilini):
  - Arengomyia Yafuso & Toda, 2008[17]: 3 specie.
  - Colocasiomyia Meijere, 1914 (= Drosophilella Duda, 1923): 23 specie.
  - Baeodrosophila Wheeler & Takada, 1964: 5 specie.
  - Palmomyia Grimaldi, 2003: 1 specie.
  - Palmophila Grimaldi, 2003: 3 specie.
- Infratribù Drosophiliti (Drosophilinae: Drosophilini: Drosophilina):
  - Bialba Bock, 1989: 1 specie.
  - Calodrosophila Wheeler & Takada, 1964: 1 specie.
  - Celidosoma Hardy, 1965: 1 specie
  - Chymomyza Czerny, 1903 (Sinonimi: Amphoroneura Meijere, 1911), Zygodrosophila Hendel, 1917): 56 specie.
  - Dettopsomyia Lamb, 1914 (Sinonimo: Pictostyloptera Duda, 1924): 15 specie.
  - Dichaetophora Duda, 1940 (Sinonimo: Nesiodrosophila Wheeler & Takada, 1964): circa 60 specie.
  - Dicladochaeta Malloch, 1932: 1 specie.
  - Drosophila Fallén, 1923 (Sottogeneri: D. (Chusqueophila), D. (Dorsilopha), D. (Drosophila), D. (Dudaica), D. (Phloridosa), D. (Psilodorha), D. (Siphlodora), D. (Sophophora). Sinonimi[18]: Acanthophila Duda, 1925, Acanthopterna Duda, 1925, Acrodrosophila Duda, 1924, Ateledrosophila Hardy, 1965, Chaetodrosophilella Duda, 1923, Hypenomyia Grimshaw, 1901, Macropalpus Duda, 1926, Oinopota Kirby & Spence, 1815, Sordophila Wheeler, 1949, Spinodrosophila Duda, 1924, Spinulophila Duda, 1923, Trichotobregma Hardy, 1965). Il numero delle specie di Drosophila è piuttosto incerto a causa delle frequenti e numerose revisioni che coinvolgono questo genere. Escludendo sinonimie, nomina dubia e nomina nuda, le specie di Drosophila che hanno nomi validi sarebbero circa 1150. Tale numero cambia sensibilmente secondo l'inquadramento sistematico attribuito ad altri generi, che in un passato recente erano trattati come sottogeneri di Drosophila.
  - Hirtodrosophila Duda, 1923 (Sinonimo: Dasydrosophila Duda, 1925): circa 160 specie. In passato era trattato come sottogenere di Drosophila.
  - Hypselothyrea Meijere, 1906 (Sottogeneri: H. (Deplanothyrea), H. (Hypselothyrea)): 30 specie.
  - Idiomyia Grimshaw, 1901  (Sinonimo: Nudidrosophila Hardy, 1965, Antopocerus Hardy, 1965): circa 420 specie. In passato tutte le Idiomyia erano comprese nel genere Drosophila. Il BDWD lo tratta come sottogenere di Drosophila.
  - Jeannelopsis Seguy, 1938: 3 specie.
  - Liodrosophila Duda, 1922: 64 specie.
  - Lissocephala Malloch, 1929: 32 specie.
  - Lordiphosa Basden, 1961: circa 60 specie. In passato era trattato come sottogenere di Drosophila.
  - Marquesia Malloch, 1932: 2 specie.
  - Microdrosophila Malloch, 1921 (Sottogeneri: M. (Microdrosophila), M. (Oxystyloptera). Sinonimo: Hopkinsomyia Malloch, 1934): 77 specie.
  - Mulgravea Bock, 1982 (Sinonimo: Thyreocephala Okada, 1985): 15 specie.
  - Mycodrosophila Oldenberg, 1914 (Sottogeneri: M. (Mycodrosophila), M. (Promycodrosophila)): 130 specie.
  - Neotanygastrella Duda, 1925: 18 specie.
  - Paraliodrosophila Duda, 1925: 5 specie.
  - Paramycodrosophila Duda, 1924 (Sinonimo: Upolumyia Malloch, 1934): 16 specie.
  - Phorticella Duda, 1923 (Sottogeneri: P. (Phorticella), P. (Xenophorticella)): 12 specie.
  - Poliocephala Bock, 1989: 1 specie.
  - Protochymomyza Grimaldi, 1987 (estinto): 1 specie fossile.
  - Samoaia Malloch, 1934: 7 specie.
  - Scaptodrosophila Duda, 1923 (Sinonimi: Adrosophila Seguy, 1938, Paradrosophila Duda, 1923, Pholadoris Sturtevant, 1942, Pugiodrosophila Duda, 1924, Spuriostyloptera Duda, 1923, Tanygastrella Duda, 1924): circa 280 specie. In passato era inquadrato come sottogenere di Drosophila.
  - Scaptomyza Hardy, 1849 (Sottogeneri: S. (Alloscaptomyza), S. (Boninoscaptomyza), S. (Bunostoma), S. (Dentiscaptomyza), S. (Elmomyza), S. (Engiscaptomyza), S. (Euscaptomyza), S. (Exalloscaptomyza), S. (Grimshawomyia), S. (Hemiscaptomyza), S. (Lauxanomyza), S. (Macroscaptomyza), S. (Mesoscaptomyza), S. (Metascaptomyza), S. (Parascaptomyza), S. (Rosenwaldia), S. (Scaptomyza), S. (Tantalia), S. (Titanochaeta), S. (Trogloscaptomyza). Sinonimi: Ctenoscaptomyza Frey, 1954, Scaptomyzella Hendel, 1928, Tristanomyia Frey, 1954): circa 260 specie.
  - Sphaerogastrella Duda, 1922: 10 specie.
  - Styloptera Duda, 1924: 10 specie.
  - Tambourella Wheeler, 1957: 3 specie.
  - Zaprionus Coquillett, 1901 (Sottogeneri: Z. (Anaprionus), Z. (Zaprionus)): circa 60 specie.
  - Zaropunis Tsacas, 1990: 1 specie.
  - Zygothrica Wiedemann, 1830 (Sinonimo: Drosophilura Hendel, 1913): circa 130 specie.
- Infratribù Laccodrosophiliti (Drosophilinae: Drosophilini: Drosophilina):
  - Laccodrosophila Duda, 1927: 5 specie.
  - Zapriothrica Wheeler, 1956: 5 specie.
- Tribù Cladochaetini (Drosophilinae):
  - Cladochaeta Coquillett, 1900 (Sinonimo: Clastopteromyia Malloch, 1924): circa 125 specie.
  - Diathoneura Duda, 1924 (Sottogeneri: D. (Calatila), D. (Diathoneura). Sinonimo: Macroptera Duda, 1927): 39 specie.
- Drosophilinae incertae sedis:
  - Balara Bock, 1982: 1 specie.
  - Collessia Bock, 1982: 5 specie.
  - Miomyia Grimaldi, 1987 (estinto): 1 specie fossile.
- Sottotribù Gitonina (Steganinae: Gitonini):
  - Amiota Loew, 1862 (Sottogeneri: A. (Amiota)): circa 130 specie.
  - Apenthecia Tsacas, 1983 (Sottogeneri: A. (Apenthecia), A. (Parapenthecia)): 15 specie.
  - Apsiphortica Okada, 1971: 6 specie.
  - Cacoxenus Loew, 1858 (Sottogeneri: C. (Cacoxenus), C. (Gitonides), C. (Nankangomyia), C. (Paracacoxenus), C. (Phragmitoxenus). Sinonimi: Eudrosophila Malloch, 1924, Paragitona Krober, 1912): 38 specie.
  - Crincosia Bock, 1982: 3 specie.
  - Erima Kertesz, 1899: 1 specie.
  - Gitona Meigen, 1830: 15 specie.
  - Paraleucophenga Hendel, 1914 (Sinonimo: Trichiaspiphenga Duda, 1924): 15 specie.
  - Paraphortica Duda, 1934: 1 specie.
  - Phortica Schiner, 1862 (Sottogeneri: P. (Allophortica), P. (Phortica), P. (Sinophthalmus)): circa 120 specie.
- Sottotribù Acletoxenina (Steganinae: Gitonini)
  - Acletoxenus Frauenfeld, 1868: 4 specie.
  - Hyalistata Wheeler, 1960[19]: 6 specie.
  - Mayagueza Wheeler, 1960: 1 specie.
  - Pseudiastata Coquillett, 1908 (Sottogeneri: P. (Pseudiastata)): 6 specie.
  - Rhinoleucophenga Hendel, 1917: 22 specie.
  - Trachyleucophenga Hendel, 1917: 1 specie.
- Gitonini incertae sedis:
  - Pararhinoleucophenga Duda, 1924: 9 specie.
  - Parastegana Okada, 1971 (Sottogeneri: P. (Allstegana), P. (Parastegana)): 5 specie.
  - Pseudostegana Okada, 1978: 33 specie.
  - Electrophortica Hennig, 1965 (estinto): 1 specie fossile.
- Sottotribù Leucophengina (Steganinae: Steganini):
  - Allopygaea Tsacas, 2000: 3 specie.
  - Leucophenga Mik, 1886 (Sottogeneri: L. (Leucophenga). Sinonimi: Neoleucophenga Oldenberg, 1915, Drosomyiella Hendel, 1914, Drosophilopsis Seguy, 1951, Oxyleucophenga Hendel, 1913, Paraleucophenga Oldenberg, 1914): circa 205 specie.
- Sottotribù Steganina (Steganinae: Steganini):
  - Eostegana Hendel, 1913 (= Stegophortica Duda, 1923): 11 specie.
  - Stegana Meigen, 1830 (Sottogeneri: S. (Anastega), S. (Ceratostylus), S. (Orthostegana), S. (Oxyphortica), S. (Stegana), S. (Steganina). Sinonimi: Chaetocnema Duda, 1926, Protostegana Hendel, 1920, Ptyelusimyia Seguy, 1932): circa 145 specie.
- Steganinae incertae sedis:
  - Luzonimyia Malloch, 1926: 4 specie.
  - Neorhinoleucophenga Duda, 1924: 2 specie.
  - Soederbomia Hendel, 1938: 1 specie.
  - Pseudocacoxenus Duda, 1925: 1 specie.
  - Pyrgometopa Kertesz, 1901: 1 specie.
- Drosophilidae incertae sedis:
  - Apacrochaeta Duda, 1927: 1 specie.
  - Carinophortica Duda, 1923: nessuna specie inclusa.
  - Sphyrnoceps Meijere, 1916: 1 specie.

La definizione delle chiavi di determinazione è ancora incompleta e nell'ambito di alcuni generi è ancora difficile discernere fra i differenti sottogeneri.

### Drosofilidi fossili
Diversi sono i fossili attribuiti alla famiglia dei Drosofilidi, tre dei quali appartenenti, come si è detto a generi estinti:
- Electrophortica succini Hennig, 1965: ambra baltica.
- Protochymomyza miocena Grimaldi, 1987: ambra dominicana.
- Miomyia io Grimaldi, 1987: ambra dominicana.

E. succini è presumibilmente il fossile più antico, in quanto le inclusioni dell'ambra baltica risalgono ad un periodo datato tra la fine dell'Eocene e l'inizio dell'Oligocene. Le inclusioni dell'ambra dominicana sono invece più recenti e risalgono al Miocene o, al massimo, alla fine dell'Oligocene.
Gli altri reperti fossili appartengono invece a generi esistenti e sono datati, secondo il ritrovamento, fra la fine dell'Oligocene e l'inizio del Miocene o, alcune specie, a periodi ancora più recenti:
- Chymomyza primaeva Grimaldi, 1987: ambra dominicana
- Drosophila blanda Statz, 1940: ambra del Westerwald (Germania), datata all'Oligocene.
- Drosophila berryi Cockerell, 1923: copale colombiano (presumibilmente risalente al Pleistocene o, al massimo, all'Olocene)
- Drosophila poinari Grimaldi, 1987: ambra dominicana
- Drosophila statzi Grimaldi, 1987): ambra dominicana
- Hyalistata vitrea Grimaldi, 1993: ambra dominicana
- Neotanygastrella wheeleri Grimaldi, 1987: ambra messicana, datata al Miocene
- Scaptomyza dominicana Grimaldi, 1987: ambra dominicana

### Filogenesi
La dimensione di questa famiglia ha fatto sì da essere considerata un termine di riferimento chiave nella definizione delle relazioni filogenetiche fra gli Acalyptratae. La stessa famiglia ha dato in passato il nome alla superfamiglia dei Drosophiloidea, che si identifica sostanzialmente con l'attuale superfamiglia degli Ephydroidea. A prescindere dall'inquadramento delle "famiglie minori", per lo più composte da poche decine o, al massimo poche centinaia di specie, l'impianto della cladistica di una parte degli Acaliptrati si è sviluppato intorno alle relazioni fra tre grandi famiglie, quelle dei Chloropidae, degli Ephydridae e dei Drosophilidae. La posizione delle altre famiglie, non ancora del tutto definita, si è sviluppata in base alla loro affinità morfologica e funzionale con gruppi appartenenti alle tre citate. A cavallo fra anni sessanta e gli anni settanta, si erano delineati due distinti orientamenti: da un lato Hennig distingueva due superfamiglie, Drosophiloidea e Chloropoidea, inserendo nella prima i Drosophilidae e gli Ephydridae e nella seconda i Chloropidae, da un altro Colless e D.K. McAlpine consideravano un ampio raggruppamento (Drosophiloidea) in cui facevano confluire le tre famiglie e i gruppi ad esse affini. Negli stessi anni si era proposta una terza posizione, quella di Griffiths, che includeva in gruppo di famiglie affini ai Chloropidae nella grande superfamiglia dei Muscoidea, distinguendola perciò dai Drosophiloidea. L'impostazione di Griffiths, per quanto apparentemente vicina a quella di Hennigs, in realtà divergeva sostanzialmente perché basata sulla natura parafiletica degli Acaliptrati.
Dalla metà degli anni settanta, si delineò un sostanziale consenso nel mantenere i Chloropidae su una linea distinta da quella degli Ephydridae e dei Drosophilidae e gli stessi Colless e D.K. McAlpine convennero su questa distinzione. Ephydridae e Drosophilidae pertanto facevano parte di un clade specifico, comprendente anche alcune piccole famiglie, corrispondente alla superfamiglia Drosophiloidea sensu stricto. Questo raggruppamento è stato rinominato da McAlpine (1989) come Ephydroidea in ottemperanza agli articoli 35 e 36 del Codice Internazionale di Nomenclatura Zoologica, che impongono la derivazione del nome di un taxon da quello inferiore di più antica definizione. Sulle relazioni fra Drosophilidae, Ephydridae e le famiglie minori morfologicamente affini si sono sviluppate due differenti interpretazioni alla fine degli anni ottanta. J.F. McAlpine (1989) mette in stretta relazione i Drosophilidae con i Camillidae in rapporto al resto degli Ephydroidea e considera i Curtonotidae la linea primitiva rispetto al resto della superfamiglia; al contrario, Grimaldi (1990) stabilisce una correlazione stretta tra Curtonotidae e Drosophilidae, in rapporto al resto degli Ephydroidea:
|  | Ephydridae             |
|  |                        |
|  | Diastatidae sensu lato |
|  |                        |

|  | Camillidae    |
|  |               |
|  | Drosophilidae |
|  |               |

|  | Ephydridae             |
|  |                        |
|  | Diastatidae sensu lato |
|  |                        |

|  | Camillidae    |
|  |               |
|  | Drosophilidae |
|  |               |

|  | Ephydridae             |
|  |                        |
|  | Diastatidae sensu lato |
|  |                        |

|  | Camillidae    |
|  |               |
|  | Drosophilidae |
|  |               |

|  | Ephydridae             |
|  |                        |
|  | Diastatidae sensu lato |
|  |                        |

|  | Camillidae    |
|  |               |
|  | Drosophilidae |
|  |               |

|  | Ephydridae             |
|  |                        |
|  | Diastatidae sensu lato |
|  |                        |

|  | Camillidae    |
|  |               |
|  | Drosophilidae |
|  |               |

|  | Ephydridae             |
|  |                        |
|  | Diastatidae sensu lato |
|  |                        |

|  | Camillidae    |
|  |               |
|  | Drosophilidae |
|  |               |

|  | Ephydridae             |
|  |                        |
|  | Diastatidae sensu lato |
|  |                        |

|  | Camillidae    |
|  |               |
|  | Drosophilidae |
|  |               |

|  | Ephydridae             |
|  |                        |
|  | Diastatidae sensu lato |
|  |                        |

|  | Camillidae    |
|  |               |
|  | Drosophilidae |
|  |               |

|  | Campichoetidae                                                        |
|  |                                                                       |
|  | \| \| Diastatidae \| \| \| \| \| \| Ephydridae+Camillidae \| \| \| \| |
|  |                                                                       |
|  | Diastatidae                                                           |
|  |                                                                       |
|  | Ephydridae+Camillidae                                                 |
|  |                                                                       |

|  | Diastatidae           |
|  |                       |
|  | Ephydridae+Camillidae |
|  |                       |

|  | Curtonotidae  |
|  |               |
|  | Drosophilidae |
|  |               |

|  | Campichoetidae                                                        |
|  |                                                                       |
|  | \| \| Diastatidae \| \| \| \| \| \| Ephydridae+Camillidae \| \| \| \| |
|  |                                                                       |
|  | Diastatidae                                                           |
|  |                                                                       |
|  | Ephydridae+Camillidae                                                 |
|  |                                                                       |

|  | Diastatidae           |
|  |                       |
|  | Ephydridae+Camillidae |
|  |                       |

|  | Curtonotidae  |
|  |               |
|  | Drosophilidae |
|  |               |

|  | Campichoetidae                                                        |
|  |                                                                       |
|  | \| \| Diastatidae \| \| \| \| \| \| Ephydridae+Camillidae \| \| \| \| |
|  |                                                                       |
|  | Diastatidae                                                           |
|  |                                                                       |
|  | Ephydridae+Camillidae                                                 |
|  |                                                                       |

|  | Diastatidae           |
|  |                       |
|  | Ephydridae+Camillidae |
|  |                       |

|  | Curtonotidae  |
|  |               |
|  | Drosophilidae |
|  |               |

|  | Campichoetidae                                                        |
|  |                                                                       |
|  | \| \| Diastatidae \| \| \| \| \| \| Ephydridae+Camillidae \| \| \| \| |
|  |                                                                       |
|  | Diastatidae                                                           |
|  |                                                                       |
|  | Ephydridae+Camillidae                                                 |
|  |                                                                       |

|  | Diastatidae           |
|  |                       |
|  | Ephydridae+Camillidae |
|  |                       |

|  | Curtonotidae  |
|  |               |
|  | Drosophilidae |
|  |               |

Malgrado l'eteroneità morfologica, il carattere monofiletico dei Drosophilidae è ampiamente supportato, per quanto ci siano divergenze in merito alle autapomorfie. McAlpine individua le seguenti autapomorfie:
- presenza della carena facciale;
- occhio composto pubescente;
- presenza di una setola orbitale proclinata inserita in posizione più interna e più anteriore rispetto alla setola orbitale inferiore reclinata;
- mesoepisterno dorsale glabro;
- mesoepisterno ventrale con due o tre setole;
- resto dell'ottavo sternite del maschio diviso in due placche dorsolaterali simmetriche.

Grimaldi non concorda sul carattere autapomorfico della carena facciale e della pubescenza degli occhi: questi caratteri non compaiono in tutta la famiglia e si sarebbero perciò sviluppati indipendentemente nei vari generi.
La divergenza in merito alle relazioni dei Drosophilidae con altre famiglie degli Ephydroidea deriva sull'analisi di differenti caratteri ai quali i due Autori attribuiscono pesi differenti. In effetti, nell'ambito degli Ephydroidea si riscontrano differenziazioni e affinità morfologiche che possono essere interpretate come primitive (apomorfie) o secondarie (plesiomorfie), con la conseguente derivazione di cladogrammi strutturati in modo diametralmente opposto.
Grimaldi, basandosi sulle matrici cladistiche sviluppate nel 1972 da Griffiths e nel 1987 da Chandler, considera apomorfici per il clade Curtonotidae+Drosophilidae i seguenti caratteri:
- posizione della setola orbitale proclinata. Questo carattere è in realtà presente anche nei Camillidae;
- presenza sul primo flagellomero di un processo dorsale conico che si incunea profondamente nel pedicello. Questo carattere è presente anche nei Camillidae e sarebbe invece secondariamente perso nella sottofamiglia degli Steganinae;
- sesto e settimo tergite dell'addome del maschio fusi (sintergiti);
- assenza della vena trasversa medio-cubitale basale (bm-cu). La ricorrenza di questo carattere è in realtà complessa per interpretarla come sinapomorfia: questa nervatura è assente nei Curtonotidae, nei Camillidae e negli Ephydridae, leggermente ridotta nel genere Campichoeta e assente nel genere Diastata. Nei Drosophilidae è generalmente assente, ma compare in alcuni Steganinae.

L'inclusione dei Camillidae in un clade distinto in rapporto alla linea Curtonotidae+Drosophilidae si basa invece sulle seguenti apomorfie:
- vena subcostale incompleta o fusa distalmente con il ramo anteriore della radio. Questo carattere si contrappone alla presenza di una subcosta completa, anche se debole, nei Curtonotidae. Come si è detto in precedenza, la fusione distale della subcosta con R1 è un carattere ricorrente anche nei Drosophilidae;
- conformazione angolosa della vena CuA2. Questo carattere si contrappone alla conformazione diritta di questa vena e ricorre fondamentalmente nei Campichoetidae. La ricorrenza in altre famiglie (Curtonotidae, Diastatidae ed Ephydridae) è interpretata in modi differenti da Griffiths e da Chandler. Inoltre, questo carattere non è riscontrabile nella maggior parte dei Drosophilidae, dei Camillidae e degli Ephydridae a causa dell'assenza della vena.

McAlpine stabilisce come apomorfia fondamentale per separare tutti gli Ephydroidea dai Curtonotidae lo sviluppo incompleto della subcosta e l'eventuale fusione con il ramo anteriore della radio. Al tempo stesso, sulla base della posizione della setola orbitale proclinata e la conformazione del processo conico dorsale del primo flagellomero, caratteri ricorrenti nei Curtonotidae, nei Camillidae e nei Drosophilidae, stabilisce che la famiglia dei Drosophilidae è filogeneticamente più affine ai Camillidae e ai Curtonotidae rispetto agli Ephydridae e ai Diastatidae. Infine considera l'assenza della medio-cubitale basale un carattere sviluppato in modo indipendente nell'ambito della superfamiglia e non interpretabile, di conseguenza, come apomorfico.

## Distribuzione
I Drosofilidi sono una famiglia cosmopolita, con un'ampia distribuzione in tutto il mondo, ma tendono a concentrarsi, in termini di biodiversità, nelle regioni tropicali di tutti i continenti. La distribuzione dei vari generi è riassunta come segue:
- Generi ad ampia distribuzione:
  - cosmopoliti: Amiota, Chymomyza, Drosophila, Hirtodrosophila, Leucophenga, Microdrosophila, Stegana Mycodrosophila, Scaptodrosophila, Scaptomyza
  - quasi cosmopoliti:  Phortica[34], Zygothrica[35]
  - afrotropicali, neartici, orientali e paleartici: Dettopsomyia, Paraleucophenga
  - afrotropicali, australasiani, neotropicali e orientali: Neotanygastrella
  - afrotropicali, neotropicali, orientali e paleartici: Zaprionus
  - australasiani, neartici, neotropicali, orientali: Paramycodrosophila
  - afrotropicali, neartici e paleartici: Cacoxenus
  - afrotropicali, orientali e paleartici: Dichaetophora, Gitona
  - afrotropicali, australasiani e orientali: Erima, Lissocephala, Luzonimyia, Phorticella
  - neartici, orientali e paleartici: Lordiphosa
- Generi a distribuzione limitata:
  - afrotropicali e australasiani: Apenthecia
  - australasiani e orientali: Collessia, Colocasiomyia, Eostegana, Hypselothyrea, Liodrosophila, Mulgravea, Sphaerogastrella, Styloptera
  - neartici e neotropicali: Cladochaeta, Hyalistata, Pseudiastata, Rhinoleucophenga
  - orientali e paleartici: Acletoxenus
- Generi endemici:
  - afrotropicali: Allopygaea, Jeannelopsis
  - australasiani: Baeodrosophila, Balara, Bialba, Calodrosophila, Celidosoma, Crincosia, Dicladochaeta, Idiomyia, Marquesia, Poliocephala, Samoaia, Tambourella
  - neartici: Trachyleucophenga
  - neotropicali: Apacrochaeta, Diathoneura, Laccodrosophila, Mayagueza, Palmomyia, Palmophila, Paraliodrosophila, Pseudocacoxenus, Pyrgometopa, Zapriothrica
  - orientali: Apsiphortica, Arengomyia, Pararhinoleucophenga, Parastegana, Pseudostegana, Sphyrnoceps
  - paleartici: Paraphortica, Soederbomia

Secondo il catalogo Fauna Europaea, in Europa, la sottofamiglia dei Drosophilinae è rappresentata solo dalla sottotribù dei Drosophilina, con nove generi, mentre la sottofamiglia degli Steganinae è rappresentata da tutti i sottogruppi, con 7 generi:
- Drosophilinae: Drosophila (41 specie), Scaptomyza (13), Chymomyza (8), Lordiphosa (7), Hirtodrosophila (6), Scaptodrosophila (4), Microdrosophila (2), Dettopsomyia (1), Mycodrosophila (1)
- Steganinae: Stegana (9 specie), Amiota (8), Cacoxenus (5), Gitona (4), Leucophenga (4), Phortica (4), Acletoxenus (1).

Nel complesso sono presenti 118 specie, ma secondo il TaxoDros, il numero dei Drosophilidi europei ammonterebbe a 121.
In Italia è segnalata la presenza di 42 specie appartenenti a 13 generi. Sono rappresentati i generi Drosophila, con 23 specie, Lordiphosa e Scaptomyza con tre, Leucophenga, Phortica e Scaptodrosophila con due. Sono inoltre presenti, ciascuno con una specie, i generi Acletoxenus, Amiota, Cacoxenus, Chymomyza, Gitona, Hirtodrosophila, Stegana.